# Mieczysław Łobocki
Mieczysław Łobocki (ur. 18 sierpnia 1929 w Starogardzie Gdańskim, zm. 6 sierpnia 2012 w Lublinie) – polski pedagog i psycholog, profesor Uniwersytetu Marii Curie-Skłodowskiej w Lublinie. Zajmował się głównie problematyką modernizacji metod pracy wychowawczej w rodzinie, w placówkach opiekuńczo-wychowawczych oraz w szkołach, metodologią badań pedagogicznych, a także nieprzystosowaniem społecznym uczniów.

## Wykształcenie i działalność naukowa
W 1956 ukończył studia pedagogiczne w Katolickim Uniwersytecie Lubelskim. W 1986 uzyskał tytuł profesora nauk humanistycznych. W czasie kariery naukowej związany był z Instytutem Pedagogiki w Uniwersytecie Marii Curie-Skłodowskiej w Lublinie. Był członkiem Komitetu Nauk Pedagogicznych Polskiej Akademii Nauk. Był także promotorem i recenzentem prac doktorskich w zakresie nauk o wychowaniu.

## Ważniejsze prace
- Współudział uczniów w procesie dydaktyczno-wychowawczym (1975)
- Metody badań pedagogicznych (1978)
- Altruizm a wychowanie (1998)
- Metody i techniki badań pedagogicznych (2000)
- Teoria wychowania w zarysie (2003)
- Wychowanie moralne w zarysie (2008) ISBN 978-83-7587-162-3